# Šarišské Michaľany
Šarišské Michaľany este o comună slovacă, aflată în districtul Sabinov din regiunea Prešov. Localitatea se află la altitudinea de 313 m deasupra n.m., se întinde pe o suprafață de 9,33 km2 și în 2017 număra 2.855 de locuitori. Se învecinează cu comuna Veľký Šariš.

## Istoric
Localitatea Šarišské Michaľany este atestată documentar din 1248.

## Demografie
| An:                | 1994 | 2004   | 2014   | 2024   |
| ------------------ | ---- | ------ | ------ | ------ |
| Număr de persoane: | 2621 | 2698   | 2855   | 2695   |
| Diferență:         |      | +2,93% | +5,81% | −5,60% |

| An:                | 2023 | 2024   |
| ------------------ | ---- | ------ |
| Număr de persoane: | 2700 | 2695   |
| Diferență:         |      | −0,18% |